# 정정 (축구 선수)
정정(중국어: 郑铮, 1989년 7월 11일 ~ )은 중국의 축구 선수이다. 포지션은 수비수이며 현재 중국 슈퍼리그의 산둥 타이산 소속이다.